# قلعه بیاضه
قلعه بیاضه یا ارگ بیاضه قلعه‌ای قدیمی است که در روستای بیاضه قرار دارد. این بنای چند طبقه و خندق عریض و عمیق و مجموعه خشتی گسترده و به هم پیوسته پیرامون آن، نمونه ارگ و دژ کویری است. مربوط به دوره ساسانیان - دوران‌های تاریخی پس از اسلام است و در شهرستان خور و بیابانک، روستای بیاضه واقع شده‌است.
این قلعه باستانی با سبک معماری ساسانی، قرن‌ها کارکردهای دفاعی و مسکونی داشته و در دوره اسماعیلیه پایگاه هواداران حسن صباح بوده‌است. اتاق‌های متعدد و طبقات مختلف قلعه تا چند سال قبل به عنوان محل نگهداری اموال و انبار غله روستاییان مورد استفاده قرار می‌گرفت.
ذکر روستای بیاضه و قلعه آن در کتاب‌های احسن التقاسیم، صورت‌الارض ابن حوقل، سفرنامه ناصرخسرو و همچنین در سندی موسوم به جنگ نامه امامزاده ابومحمد ابراهیم (که در همین روستا مدفون است) آمده‌است.
بنا بر سفرنامه ناصرخسرو او هنگام عبور از مسیر نائین به طبس در این روستا و به گفته خودش در «پیاده» توقف داشته و در سفرنامه خود از قلعه کهن آن یاد کرده‌است.
در دوره‌های معاصر جهانگردان غربی مانند سون هدین، آلفونس گابریل و مک کرگور هنگام عبور از کویر مرکزی ایران از آن سخن گفته‌اند.
در هجوم نایب حسین کاشی و قشون او به صفحات کویر در سالهای ۱۳۲۸–۱۳۲۷ هجری قمری تمام قلاع منطقه از نائین تا طبس سقوط کرد ولی مهاجمان با وجود به توپ بستن قلعه از تسخیر آن عاجز ماندند. ماشاءالله خان پسر نایب حسین با اصرار بر ماندن نیروهایش در منطقه تا تسخیر آخرین دژ کویر در نامه‌ای تهدیدآمیز خواستار تسلیم روستاییان شد ولی آنان به پشتوانه استحکامات موجود و آمادگی دفاعی و موقعیت قلعه با این شعر به وی پاسخ دادند:
| یا ما سر خصم بکوبیم به سنگ  |  | یا او سر ما به دار سازد آونگ        |
| القصه در این سراچه پر نیرنگ |  | یک کشته به نام به که صد زنده به ننگ |

بالاخره مهاجمان در برابر پایداری قلعه نشینان مجبور به ترک منطقه شدند.
این اثر در تاریخ ۱۱ دی ۱۳۸۰ با شمارهٔ ثبت ۴۷۰۱ به‌عنوان یکی از آثار ملی ایران به ثبت رسیده‌است.